# Мота Балуфи
Мо̀та Юалу̀фи (на италиански: Motta Baluffi, на местен диалект: Mòta, Мота) е село и община в Северна Италия, провинция Кремона, регион Ломбардия. Разположено е на 31 m надморска височина. Населението на общината е 898 души (към 2017 г.).